# Yoel Bárcenas
Edgar Yoel Bárcenas Herrera (ur. 23 października 1993 w Colón) – panamski piłkarz występujący na pozycji skrzydłowego, reprezentant Panamy, od 2022 roku zawodnik meksykańskiego Mazatlán.

## Kariera klubowa
Bárcenas pochodzi z miasta Colón, stolicy prowincji Colón. W piłkę zaczynał grać w wieku pięciu lat, zaś jako dziewięciolatek dołączył do akademii juniorskiej krajowego potentata – CD Árabe Unido. Do pierwszej drużyny został włączony w wieku osiemnastu lat przez szkoleniowca Jaira Palaciosa i w Liga Panameña zadebiutował 29 lipca 2012 w zremisowanym 2:2 spotkaniu z Plazą Amador. W swoim premierowym, jesiennym sezonie Apertura 2012 wywalczył z Árabe mistrzostwo Panamy, pełnił jednak wyłącznie rolę rezerwowego (trzy występy). Przez pierwsze półtora roku pojawiał się na boiskach niemal wyłącznie jako rezerwowy – miejsce w wyjściowym składzie wywalczył sobie dopiero po odejściu z drużyny José Gonzáleza. Premierowego gola w lidze panamskiej strzelił 31 stycznia 2014 w wygranej 1:0 konfrontacji z San Francisco. W wiosennym sezonie Clausura 2015 zdobył z Árabe tytuł mistrza Panamy, będąc czołowym graczem ligi panamskiej – imponował techniką i dynamiką w grze. Pół roku później – w sezonie Apertura 2015 – wywalczył z ekipą prowadzona przez Sergio Guzmána kolejne mistrzostwo Panamy.
W styczniu 2016 Bárcenas (wraz ze swoim kolegą klubowym Abdielem Arroyo) został wypożyczony na sześć miesięcy z opcją kupna do chorwackiego RNK Split. W Prvej Lidze zadebiutował 28 lutego 2016 w przegranym 0:1 meczu z Dinamem Zagrzeb. Jego pobyt w Chorwacji okazał się średnio udany – pełnił głównie rolę rezerwowego, na koniec sezonu 2015/2016 zajmując z RNK szóste miejsce w tabeli. Bezpośrednio po tym powrócił do Árabe Unido, z którym w sezonie Apertura 2016 zdobył swoje czwarte mistrzostwo Panamy. Sam został wówczas królem asyst ligi panamskiej i w oficjalnym plebiscycie LPF znalazł się w najlepszej jedenastce rozgrywek, a jego udane występy zaowocowały zainteresowaniem z klubów amerykańskich, meksykańskich i kolumbijskich.
W styczniu 2017 Bárcenas udał się na wypożyczenie (z opcją wykupu) do meksykańskiego drugoligowca Cafetaleros de Tapachula. Tam grał rok jako wyróżniający się zawodnik zespołu, po czym został wykupiony przez występujący w najwyższej klasie rozgrywkowej Club Tijuana. Bezpośrednio po tym ogłoszono, iż gracz pozostanie jeszcze pół roku w Cafetaleros na zasadzie wypożyczenia.
W 2018 roku został wypożyczony do Realu Oviedo. W klubie zagrał dwa sezony. 
W 2020 roku został wypożyczony do Girony.

## Kariera reprezentacyjna
W lipcu 2015 Bárcenas został powołany przez Leonardo Pipino do olimpijskiej reprezentacji Panamy U-23 na Igrzyska Panamerykańskie w Toronto. Rozegrał wówczas wszystkie pięć możliwych spotkań (z czego dwa w wyjściowym składzie), natomiast jego drużyna odpadła w półfinale, przegrywając z Meksykiem (1:2) i zajęła czwarte miejsce na męskim turnieju piłkarskim. Dwa miesiące później znalazł się w składzie na północnoamerykański turniej kwalifikacyjny do Igrzysk Olimpijskich w Rio de Janeiro – uprzednio występował w eliminacjach wstępnych, gdzie strzelił gole Nikaragui (3:0) i Salwadorowi (3:2). Podczas właściwych rozgrywek eliminacyjnych rozegrał wystąpił we wszystkich trzech meczach (z czego w dwóch w pierwszym składzie) i zdobył bramkę w spotkaniu z Kanadą (1:3), a Panamczycy zakończyli swój udział w turnieju na fazie grupowej i nie awansowali ostatecznie na igrzyska.
W seniorskiej reprezentacji Panamy Bárcenas zadebiutował za kadencji selekcjonera Hernána Darío Gómeza, 6 sierpnia 2014 w przegranym 0:3 meczu towarzyskim z Peru. W styczniu 2017 został powołany na turniej Copa Centroamericana, podczas którego rozegrał wszystkie pięć spotkań (z czego dwa w wyjściowej jedenastce) i uplasował się ze swoim zespołem – wówczas gospodarzem imprezy – na drugim miejscu. Pół roku później znalazł się w składzie na Złoty Puchar CONCACAF; tam z kolei miał pewne miejsce w składzie i wystąpił we wszystkich możliwych czterech meczach (z czego w trzech w wyjściowym składzie). Panamczycy odpadli natomiast z rozgrywek Złotego Pucharu w ćwierćfinale, ulegając Kostaryce (0:1).
Znalazł się w kadrze Panamy na Mistrzostwa Świata w Piłce Nożnej 2018. 
Zagrał również na Złotym Pucharze CONCACAF 2019, gdzie w meczu z Trynidadem i Tobago zdobył pierwszego gola w reprezentacji.